# Liste der Staatsoberhäupter 1908
Übersicht
◄◄ | ◄ | 1904 | 1905 | 1906 | 1907 | Liste der Staatsoberhäupter 1908 | 1909 | 1910 | 1911 | 1912 | ► | ►►

Weitere Ereignisse

## Afrika
- Ägypten (1882–1914 nominell Bestandteil des osmanischen Reiches, de facto britisches Protektorat)
  - Staatsoberhaupt: Khedive Abbas II. (1892–1914)
  - Regierungschef:
    - Ministerpräsident Mustafa Fahmi Pascha (1891–1893, 1895–12. November 1908)
    - Ministerpräsident Boutros Ghali (12. November 1908–1910)

  - Britischer Generalkonsul: Eldon Gorst (1907–1911)

- Äthiopien
  - Staats- und Regierungschef: Kaiser Menelik II. (1898–1913)

- Liberia
  - Staats- und Regierungschef: Präsident Arthur Barclay (1904–1912)

## Amerika

### Nordamerika
- Kanada
  - Staatsoberhaupt: König Eduard VII. (1901–1910)
    - Generalgouverneur: Albert Grey, 4. Earl Grey (1904–1911)

  - Regierungschef: Premierminister Wilfrid Laurier (1896–1911)

- Mexiko
  - Staats- und Regierungschef: Präsident Porfirio Díaz (1876–1880, 1884–1911)

- Neufundland
  - Staatsoberhaupt: König Eduard VII. (1907–1910)
    - Gouverneur: William MacGregor (1907–1909)

  - Regierungschef: Premierminister Robert Bond (1907–1909)

- Vereinigte Staaten von Amerika
  - Staats- und Regierungschef: Präsident Theodore Roosevelt (1901–1909)

### Mittelamerika
- Costa Rica
  - Staats- und Regierungschef: Präsident Cleto González Víquez (1906–1910, 1928–1932)

- Dominikanische Republik
  - Staats- und Regierungschef: Präsident Ramón Cáceres (1905–1911)

- El Salvador
  - Staats- und Regierungschef: Präsident Fernando Figueroa (1907–1911)

- Guatemala
  - Staats- und Regierungschef: Präsident Manuel José Estrada Cabrera (1898–1920)

- Haiti
  - Staats- und Regierungschef:
    - Präsident Pierre Nord Alexis (1902–2. Dezember 1908)
    - Präsident François C. Antoine Simon (6. Dezember 1908–1911)

- Honduras
  - Staats- und Regierungschef: Präsident Miguel R. Dávila (1907–1911)

- Kuba (1906–1909 von den USA besetzt)
  - Gouverneur Charles Edward Magoon (1906–1909)

- Nicaragua
  - Staats- und Regierungschef: Präsident José Santos Zelaya (1893–1909)

- Panama
  - Staats- und Regierungschef:
    - Präsident Manuel Amador Guerrero (1904–1. Oktober 1908)
    - Präsident José Domingo de Obaldía (1. Oktober 1908–1910)

### Südamerika
- Argentinien
  - Staats- und Regierungschef: Präsident José Figueroa Alcorta (1906–1910)

- Bolivien
  - Staats- und Regierungschef: Präsident Ismael Montes (1904–1909, 1913–1917)

- Brasilien
  - Staats- und Regierungschef: Präsident Afonso Augusto Moreira Pena (1906–1909)

- Chile
  - Staats- und Regierungschef: Präsident Pedro Montt Montt (1906–1910)

- Ecuador
  - Staats- und Regierungschef: Präsident Eloy Alfaro (1883, 1895–1901, 1906–1911)

- Kolumbien
  - Staats- und Regierungschef: Präsident Rafael Reyes (1904–1909)

- Paraguay
  - Staats- und Regierungschef:
    - Präsident Benigno Ferreira (1906–4. Juli 1908)
    - Präsident Emiliano González Navero (4. Juli 1908–1910, 1912) (kommissarisch)

- Peru
  - Staatsoberhaupt:
    - Präsident José Pardo y Barreda (1904–24. September 1908, 1915–1919) (1903–1904 Ministerpräsident)
    - Präsident Augusto B. Leguía y Salcedo (24. September 1908–1912, 1919–1920) (1904–1907 Ministerpräsident)

  - Regierungschef:
    - Ministerpräsident Carlos A. Washburn Salas (1907–24. September 1908)
    - Ministerpräsident Eulogio Romero Salcedo (24. September 1908–1909)

- Uruguay
  - Staats- und Regierungschef: Präsident Claudio Williman (1907–1911)

- Venezuela
  - Staats- und Regierungschef: Präsident Cipriano Castro (1899–1909)

## Asien

### Ost-, Süd- und Südostasien
- Bhutan
  - Herrscher: König Ugyen Wangchuk (17. Dezember 1907–1926)

- China
  - Herrscher:
    - Kaiser Guangxu (1875–14. November 1908, nominell)
    - Kaiser Puyi (15. November 1908–1912, nominell)

  - Regent:
    - Cixi (1898–15. November 1908)
    - Zaifeng (15. November 1908–1911)

- Britisch-Indien
  - Kaiser: Eduard VII. (1901–1910)
  - Vizekönig: Gilbert Elliot-Murray-Kynynmound (1905–1910)

- Japan
  - Staatsoberhaupt: Kaiser Mutsuhito (1852–1912)
  - Regierungschef:
    - Premierminister Saionji Kimmochi (1906–14. Juli 1908)
    - Ministerpräsident Katsura Tarō (14. Juli 1908–1911)

- Korea
  - Herrscher: Kaiser Gojong (1897–1907)

- Nepal
  - Staatsoberhaupt: König Prithvi (1881–1911)
  - Regierungschef: Ministerpräsident Chandra Shamsher Jang Bahadur Rana (1901–1929)

- Siam (heute: Thailand)
  - Herrscher: König Chulalongkorn (1868–1910)

### Vorderasien
- Persien (heute: Iran)
  - Staatsoberhaupt: Schah Mohammad Ali Schah (1907–1909)
  - Regierungschef: Ministerpräsident

### Zentralasien
- Afghanistan
  - Herrscher: Emir Habibullah Khan (1901–1919)

## Australien und Ozeanien
- Australien
  - Staatsoberhaupt: König Eduard VII. (1907–1910)
  - Generalgouverneur:
    - Generalgouverneur Baron Henry Northcote (1907–9. September 1908)
    - Earl William Ward (9. September 1908–1911)

  - Regierungschef:
    - Premierminister Alfred Deakin (1907–13. November 1908)
    - Premierminister Andrew Fisher (13. November 1908–1909)

- Neuseeland
  - Staatsoberhaupt: König Eduard VII. (1907–1910)
  - Gouverneur: Baron William Plunket (1907–1910)
  - Regierungschef: Premierminister Joseph Ward (1907–1912)

## Europa
- Andorra
  - Co-Fürsten:
    - Staatspräsident von Frankreich: Armand Fallières (1906–1913)
    - Bischof von Urgell: Juan Benlloch y Vivó (1907–1919)

- Belgien
  - Staatsoberhaupt: König Leopold II. (1865–1909)
  - Regierungschef: Ministerpräsident Frans Schollaert (9. Januar 1908–1911)

- Bulgarien
  - Staatsoberhaupt: Zar Ferdinand I. (1887–1918) (bis 3. Oktober 1908 Fürst)
  - Regierungschef:
    - Ministerpräsident Petar Gudew (1907–29. Januar 1908)
    - Ministerpräsident Aleksandar Malinow (29. Januar 1908–1911, 1918, 1931)

- Dänemark
  - Staatsoberhaupt: König Friedrich VIII. (1906–1912)
  - Regierungschef:
    - Ministerpräsident Jens Christian Christensen (1905–11. Oktober 1908)
    - Ministerpräsident Niels Neergaard (11. Oktober 1908–1909, 1920–1924)

- Deutsches Reich
  - Kaiser: Wilhelm II. (1888–1918)
    - Reichskanzler: Bernhard von Bülow (1900–1909)

  - Anhalt
    - Herzog: Friedrich II. (1904–1918)
      - Staatsminister: Johann von Dallwitz (1903–1909)

  - Baden
    - Großherzog: Friedrich II. (1907–1918)
      - Staatsminister: Alexander von Dusch (1905–1917)

  - Bayern
    - König: Otto I. (1886–1913)
      - Regent: Prinzregent Luitpold (1886–1912)
        - Vorsitzender im Ministerrat: Clemens Freiherr von Podewils-Dürniz (1903–1912)

  - Braunschweig
    - Regent: Johann Albrecht Herzog zu Mecklenburg (1907–1913)

  - Bremen
    - Bürgermeister: Alfred Dominicus Pauli (1891) (1896) (1898) (1903) (1905) (1908) (1910)

  - Reichsland Elsaß-Lothringen
    - Kaiserlicher Statthalter: Karl Fürst von Wedel (1907–1914)
      - Staatssekretär des Ministeriums für Elsaß-Lothringen: Ernst Matthias von Köller (1901–1908)
      - Staatssekretär des Ministeriums für Elsaß-Lothringen: Hugo Freiherr Zorn von Bulach (1908–1914)

  - Hamburg
    - Erster Bürgermeister: Johann Georg Mönckeberg (1890) (1893) (1896) (1899) (1902) (1904–1905) (1908)
    - Erster Bürgermeister: Johann Heinrich Burchard (1903) (1906) (1908–1909) (1912)

  - Hessen-Darmstadt
    - Großherzog: Ernst Ludwig (1892–1918)
      - Präsident des Gesamtministeriums: Carl Ewald (1906–1918)

  - Lippe
    - Fürst: Leopold IV. (1905–1918)

  - Lübeck
    - Bürgermeister: Ernst Christian Johannes Schön (1907–1908)

  - Mecklenburg-Schwerin
    - Großherzog: Friedrich Franz IV. (1897–1918)
      - Staatsminister: Carl Graf von Bassewitz-Levetzow (1901–1914)

  - Mecklenburg-Strelitz
    - Großherzog: Adolf Friedrich V. (1904–1914)
      - Staatsminister: Heinrich Bossart (1908–1918)

  - Oldenburg
    - Großherzog: Friedrich August II. (1900–1918)
      - Staatsminister: Wilhelm Friedrich Willich (1900–1908)
      - Staatsminister: Friedrich Julius Heinrich Ruhstrat (1908–1916)

  - Preußen
    - König: Wilhelm II. (1888–1918)
      - Ministerpräsident: Bernhard von Bülow (1900–1909)

  - Reuß ältere Linie
    - Fürst: Heinrich XXIV. (1902–1918)
      - Regent: Heinrich XIV. (Reuß jüngere Linie) (1902–1908)
      - Regent: Heinrich XXVII. (Reuß jüngere Linie) (1908–1918)

  - Reuß jüngere Linie
    - Fürst: Heinrich XIV. (1867–1913)
      - Regent: Heinrich XXVII. (Reuß jüngere Linie) (1908–1913)

  - Sachsen
    - König: Friedrich August III. (1904–1918)
      - Vorsitzender des Gesamtministeriums: Konrad Wilhelm von Rüger (1906–1910)

  - Sachsen-Altenburg
    - Herzog: Ernst I. (1853–1908)
    - Herzog: Ernst II. (1908–1918)

  - Sachsen-Coburg und Gotha
    - Herzog Carl Eduard (1900–1918)
    - Staatsminister Ernst von Richter (1905–1914)

  - Sachsen-Meiningen
    - Herzog: Georg II. (1866–1914)

  - Sachsen-Weimar-Eisenach
    - Großherzog: Wilhelm Ernst (1901–1918)

  - Schaumburg-Lippe
    - Staatsoberhaupt: Fürst Georg (1893–1911)
    - Regierungschef: Staatsminister Friedrich von Feilitzsch (1898–1918)

  - Schwarzburg-Rudolstadt
    - Fürst: Günther Victor (1890–1918)

  - Schwarzburg-Sondershausen
    - Fürst: Karl Günther (1880–1909)

  - Waldeck und Pyrmont (seit 1968 durch Preußen verwaltet)
    - Fürst: Friedrich (1893–1918)
    - Preußischer Landesdirektor: Leo Marquard von Lützow (1907–1908)
    - Preußischer Landesdirektor: Ernst Reinhold Gerhard von Glasenapp (1908–1914)

  - Württemberg
    - König: Wilhelm II. (1891–1918)
      - Präsident des Staatsministeriums: Karl von Weizsäcker (1906–1918)

- Finnland (1809–1917 autonomes Großfürstentum des Russischen Kaiserreichs)
  - Staatsoberhaupt: Großfürst Nikolaus II. (1894–1917)
    - Generalgouverneur:
      - Nikolai Nikolajewitsch Gerhard (1905–2. Februar 1908)
      - Wladimir Alexandrowitsch Boeckmann (2. Februar 1908–1909)

- Frankreich
  - Staatsoberhaupt: Präsident Armand Fallières (1906–1913)
  - Regierungschef: Präsident des Ministerrats Georges Clemenceau (1906–1909, 1917–1920)

- Griechenland
  - Staatsoberhaupt: König Georg I. (1863–1913)
  - Regierungschef: Ministerpräsident Georgios Theotokis (1899–1901, 1903, 1903–1904, 1905–1909)

- Italien
  - Staatsoberhaupt:König Viktor Emanuel III. (1900–1946)
  - Regierungschef: Ministerpräsident Giovanni Giolitti (1892–1893, 1903–1905, 1906–1909, 1911–1914, 1920–1921)

- Liechtenstein
  - Staats- und Regierungschef: Fürst Johann II. (1858–1929)

- Luxemburg
  - Staatsoberhaupt: Großherzog Wilhelm IV. (1905–1912) (1902–1905 Regent)
    - Regentin: Maria Anna von Portugal (19. März 1908–1912)

  - Regierungschef: Premierminister Paul Eyschen (1888–1915)

- Monaco
  - Staats- und Regierungschef: Fürst Albert I. (1889–1922)

- Montenegro
  - Fürst: Nikola I. Petrović Njegoš (1860–1918) (ab 1910 König)
  - Regierungschef: Ministerpräsident Lazar Tomanović (1907–1912)

- Neutral-Moresnet (1830–1915 unter gemeinsamer Verwaltung von Belgien und Preußen)
  - Staatsoberhaupt: König von Belgien Leopold II. (1865–1909)
    - Kommissar: Fernand Bleyfuesz (1889–1915, 1918–1920)

  - Staatsoberhaupt: König von Preußen Wilhelm II. (1888–1918)
    - Kommissar: Alfred Gülcher (1893–1909)

  - Bürgermeister: Hubert Schmetz (1885–1915)

- Niederlande
  - Staatsoberhaupt: Königin Wilhelmina (1890–1948)
  - Regierungschef:
    - Ministerpräsident Theo de Meester (1905–11. Februar 1908)
    - Ministerpräsident Theo Heemskerk (11. Februar 1908–1913)

- Norwegen
  - Staatsoberhaupt: König Haakon VII. (1905–1957)
  - Regierungschef:
    - Ministerpräsident Jørgen Løvland (1907–19. März 1908)
    - Ministerpräsident Gunnar Knudsen (19. März 1908–1910, 1913–1920)

- Osmanisches Reich
  - Staatsoberhaupt: Sultan Abdülhamid II. (1876–1909)
  - Regierungschef:
    - Großwesir Avlonyalı Mehmet Ferit Pascha (1903–22. Juli 1908)
    - Großwesir Mehmed Said Pascha (1897–1880, 1880–1882, 1882, 1882–1885, 1895, 1901–1903, 22. Juli 1908–5. August 1908, 1911–1912)
    - Großwesir Kıbrıslı Kâmil Pascha (1885–1891, 1895, 5. August 1908–1909, 1912–1913)

- Österreich-Ungarn
  - Staatsoberhaupt: Kaiser Franz Joseph I. (1848–1916)
  - Regierungschef von Cisleithanien:
    - Ministerpräsident Max Wladimir von Beck (1906–15. November 1908)
    - Ministerpräsident Richard von Bienerth-Schmerling (15. November 1908–1911)

  - Regierungschef von Transleithanien: Ministerpräsident Sándor Wekerle (1892–1895, 1906–1910, 1917–1918)

- Portugal
  - Staatsoberhaupt:
    - König Karl I. (1889–1. Februar 1908)
    - König Manuel II. (1. Februar 1908–1910)

  - Regierungschef:
    - Ministerpräsident João Franco (1906–4. Februar 1908)
    - Ministerpräsident Francisco Joaquim Ferreira do Amaral (4. Februar 1908–26. Dezember 1908)
    - Ministerpräsident Artur Alberto de Campos Henriques (26. Dezember 1908–1909)

- Rumänien
  - Staatsoberhaupt: König Karl I. (1866–1914) (bis 1881 Fürst)
  - Regierungschef: Ministerpräsident Dimitrie Sturdza (1895–1896, 1897–1899, 1901–1905, 1907–1909)

- Russland
  - Staatsoberhaupt: Zar Nikolaus II. (1894–1917)
  - Regierungschef: Ministerpräsident Pjotr Stolypin (1906–1911)

- San Marino
  - Capitani Reggenti:
    - Giuseppe Angeli (1907–1. April 1908, 1913) und Francesco Valli (1907–1. April 1908)
    - Menetto Bonelli (1889, 1893, 1896–1897, 1904, 1. April 1908–1. Oktober 1908, 1912–1913) und Gustavo Babboni (1904–1905, 1. April 1908–1. Oktober 1908, 1912, 1916–1917)
    - Olinto Amati (1. Oktober 1908–1909, 1914–1915) und Raffaele Michetti (1. Oktober 1908–1909)

  - Regierungschef: Liste der Außenminister San Marinos Domenico Fattori (1855–1910)

- Schweden
  - Staatsoberhaupt: König Gustav V. (Schweden) (1907–1950)
  - Regierungschef: Ministerpräsident Arvid Lindman (1906–1911, 1918–1930)

- Schweiz[1]
  - Bundespräsident: Ernst Brenner (1901, 1908)
  - Bundesrat:
    - Adolf Deucher (1883–1912)
    - Josef Zemp (1892–17. Juni 1908)
    - Eduard Müller (1895–1919)
    - Ernst Brenner (1897–1911)
    - Robert Comtesse (1900–1912)
    - Marc-Emile Ruchet (1900–1912)
    - Ludwig Forrer (1903–1917)
    - Josef Anton Schobinger (17. Juni 1908–1911)

- Serbien
  - König Peter I. Karadjordjevic (1903–1918)
  - Regierungschef:
    - Ministerpräsident Nikola Pašić (1891–1892, 1904–1905, 1906–20. Juli 1908, 1909–1911, 1912–1918) (1918, 1921–1924, 1924–1926 Ministerpräsident des Königreichs der Kroaten, Serben und Slowenen)
    - Ministerpräsident Petar Velimirović ( 1902, 20. Juli 1908–1909)

- Spanien
  - Staatsoberhaupt: König Alfons XIII. (1886–1941)
  - Regierungschef: Ministerpräsident Antonio Maura Montaner (1903–1904, 1907–1909, 1918, 1919, 1921–1922)

- Vereinigtes Königreich:
  - Staatsoberhaupt: König Eduard VII. (1901–1910)
  - Regierungschef:
    - Premierminister Henry Campbell-Bannerman (1905–8. April 1908)
    - Premierminister Herbert Henry Asquith (8. April 1908–1916)